# Рогожин (хутор)
Рогожин — хутор в составе городского округа город Михайловка Волгоградской области.
Население — 417 (2010)

## История
Хутор относился к юрту станицы Скуришенской Усть-Медведицкого округа Области Войска Донского. Согласно Списку населенных мест Земли войска Донского по сведениям за 1859 год на хуторе Рогоженском проживало 106 мужчин и 122 женщины). Согласно переписи населения 1897 года на хуторе проживало 647 мужчин и 650 женщины, из них грамотных: мужчин — 260, женщин — 16.
Согласно алфавитному списку населённых мест Области Войска Донского 1915 года на хуторе имелись хуторское правление, начальное училище, старообрядческий молельный дом, земельный надел составлял 4064 десятины, проживало 663 мужчины и 641 женщина.
В 1928 году хутор Рогожинбыл включён в состав Михайловского района Хопёрского округа (округ упразднён в 1930 году) Нижне-Волжского края (с 1934 года — Сталинградского края). Хутор являлся центром Рогожинского сельсовета. В 1935 году в составе края был образован Калининский район, Рогожинский сельсовет был передан в его состав (с 1936 года район — в составе Сталинградской области, с 1961 года — Волгоградской). Не позднее 1960 года Рогожинский сельсовет был упразднён, хутор включён в состав Троицкого сельсовета. В 1963 году Калининский район был упразднён, Троицкий сельсовет передан в состав Михайловского района.
В 2012 году хутор был включён в состав городского округа город Михайловка

## География
Хутор расположен в степи, в пределах Хопёрско-Бузулукской равнины, при балке Рогожинской (левый приток Кумылги). Высота центра населённого пункта около 145 метров над уровнем моря. Рельеф местности холмисто-равнинный. Почвы — чернозёмы южные.
К хутору имеется 2-км подъезд от федеральной автодороги «Каспий». По автомобильным дорогам расстояние до административного центра городского округа города Михайловки — 24 км, до областного центра города Волгограда — 210 км. Ближайшие населённые пункты: хутор Карагичевский расположен в 8,7 км к западу, хутор Катасонов — в 11 км к югу, хутор Троицкий — в 13 к северо-востоку,.
Климат
Климат умеренный континентальный (согласно классификации климатов Кёппена — Dfb). Многолетняя норма осадков — 436 мм. Наибольшее количество осадков выпадает в июне — 51 мм, наименьшее в феврале — 23 мм. Среднегодовая температура положительная и составляет + 6,8 °С, средняя температура самого холодного месяца января −9,2 °С, самого жаркого месяца июля +21,9 °С
Часовой пояс
Рогожин, как и вся Волгоградская область, находится в часовой зоне МСК (московское время). Смещение применяемого времени относительно UTC составляет +3:00.

## Население
Динамика численности населения по годам:
| 1859 | 1873 | 1897 | 1915 | 1987 | 2002 |
| ---- | ---- | ---- | ---- | ---- | ---- |
| 228  | 726  | 1297 | 1304 | ≈480 | 408  |

| 2010 |
| ---- |
| 417  |